# La Mojonera
La Mojonera er en by og kommune i det sydøstlige Spanien i provinsen Almería. Den har et indbyggertal på 8.677 (2024) indbyggere.